# Gimmigela Chuli
Der Gimmigela Chuli (auch The Twins, englisch für „die Zwillinge“) ist ein Berg im Himalaya an der Grenze zwischen Nepal und Sikkim in Indien.
Der Gimmigela Chuli liegt 4,35 km nördlich des Achttausenders Kangchendzönga. Der Berg liegt auf einem in Nord-Süd-Richtung verlaufenden Gebirgskamm. Unterhalb der Südwestflanke des Gimmigela Chuli strömt der Kangchendzöngagletscher in westlicher Richtung. An der Ostflanke liegt der Twinsgletscher.
Der Gimmigela Chula besitzt neben dem 7350 m hohen Hauptgipfel Gimmigela I noch einen 2,05 km weiter ostnordöstlich gelegenen Nebengipfel, den Gimmigela II (7005 m, ⊙). Dessen Schartenhöhe beträgt 185 m.
Ein Berggrat führt nach Süden zum 2,62 km entfernten Nordgipfel des Kangchendzönga (7741 m). Nördlich des Gimmigela II liegt der Hochgebirgspass Nepal Gap auf einer Höhe von (6194 m). Jenseits diesem erheben sich Nepal Peak und Kirat Chuli.

## Besteigungsgeschichte
Ein Besteigungsversuch endete am 18. Oktober 1994 mit dem Tod von Masanori Sato, dem Leiter einer japanischen Expedition. Der Bergsteigergruppe gelang die Erstbesteigung des Gimmigela II (am 13. Oktober 1994 durch Hideo Koike, Masanori Sato, Taroh Tanigawa und den Sherpas Phurba, Chuldin und Pasang Nima) und war auf dem Gipfelgrat auf dem Weg zum Hauptgipfel (Gimmigela I), als Sato in eine 35 m tiefe verdeckte Gletscherspalte stürzte. Die Leiche konnte nicht geborgen werden und die Expedition wurde abgebrochen.
Im darauffolgenden Jahr, am 16. Oktober 1995, gelang schließlich Taroh Tanigawa, Koji Nagakubo und Yuichi Yoshida, Teilnehmer der 1994 gescheiterten Expedition, die Erstbesteigung des Gimmigela I.